# Sinfonía n.º 29 (Haydn)

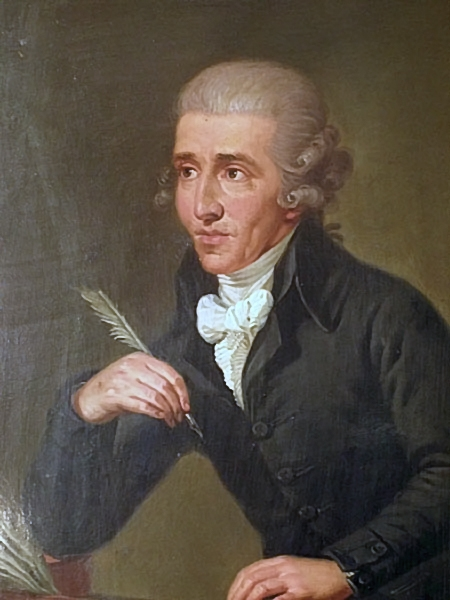
Haydn hacia 1770.

La Sinfonía n.º 29 en mi mayor, Hob. I:29 fue compuesta por Joseph Haydn en 1765.

## Historia
La producción sinfónica del maestro austríaco puede dividirse a grandes rasgos en tres bloques temporales: el primer bloque (1757-1761) se corresponde con su periodo al servicio del conde Carl von Morzin (n.º 1 - n.º 5); el segundo bloque en la corte Esterházy (1761-1790 pero con la última sinfonía para el público de Esterházy en 1781); y el tercer bloque (1782-1795) comprende las Sinfonías de París (n.º 82 - n.º 87) y las Sinfonías de Londres (n.º 93 - n.º 104). El 1 de mayo de 1761 el compositor firmó su contrato como vice-kapellmeister (más tarde kapellmeister) de la familia Esterházy, que nominalmente duró 48 años, hasta su muerte.
La composición de esta pieza se desarrolló en 1765. Se conserva el manuscrito autógrafo fechado en ese año. Esta sinfonía muestra al joven Haydn prosperando y creando con una facilidad segura bajo el patrocinio de Esterházy. 

## Instrumentación
La partitura está escrita para una orquesta formada por:
- Viento madera: 2 oboes y 1 fagot.
- Viento metal: 2 trompas.
- Cuerda: una sección de cuerdas con 2 violines, viola, violonchelo y contrabajo.
- Teclado: clavecín como bajo continuo.

En aquella época se solía emplear un fagot para amplificar la voz del bajo, incluso sin una notación separada. En cuanto a la participación del clavecín como bajo continuo en las sinfonías de Haydn existen diversas opiniones entre los estudiosos: James Webster se sitúa en contra; Hartmut Haenchen a favor; Jamie James en su artículo para The New York Times presenta diferentes posiciones por parte de Roy Goodman, Christopher Hogwood, H. C. Robbins Landon y James Webster. A partir de 2019 la mayor parte de las orquestas con instrumentos modernos no utiliza el clavecín como continuo. No obstante, existen grabaciones con clavecín en el bajo continuo realizadas por: Trevor Pinnock (Sturm und Drang Symphonies, Archiv, 1989-1990); Nikolaus Harnoncourt (n.º 6–8, Das Alte Werk, 1990); Sigiswald Kuijken (incluidas las Sinfonías de París y Londres; Virgin, 1988-1995); Roy Goodman (Ej. n.º 1-25, 70-78, 82-87; Hyperion, 2002).

## Estructura y análisis
La sinfonía consta de cuatro movimientos:
- I. Allegro di molto, en mi mayor 3
4
- II. Andante, en la mayor 2
4
- III. Menuet, en mi mayor – Trío, en mi menor 3
4
- IV. Presto, en mi mayor 4
4

La interpretación de esta obra dura aproximadamente entre 15 y 20 minutos. La tonalidad de mi mayor siempre ha suscitado una cálida respuesta en la música de Haydn, al igual que la de la mayor en la producción de Mozart. No obstante, en el género de la sinfonía sólo hay dos obras en esa tonalidad, la Sinfonía n.º 12 y la n.º 29.

### I.Allegro di molto
El primer movimiento, Allegro di molto, está escrito en la tonalidad de mi mayor, en compás de 3/4 y sigue la forma sonata. Se inicia con un tema deslizante que comparten los violines y los oboes y que acaba generando una sensación danzante similar a la de un minueto. Las frases fluidas de la apertura, que se desplazan con soltura de las cuerdas a los vientos y viceversa, crean un ambiente de satisfacción que permanece en esencia imperturbable. El desarrollo se concentra principalmente en la sensación de deslizamiento. En ocasiones los violines dan rienda suelta a un ajetreado parloteo.

### II.Andante
El segundo movimiento, Andante, está en la mayor y en compás de 2/4. El movimiento lento está escrito solamente para las cuerdas, como era habitual en este periodo. Se abre con un tema de canto elegantemente ornamentado sobre una línea de bajo tipo "walking" y luego ofrece un elemento sincopado. Las secciones más graves del coro de cuerdas a veces participan en el desarrollo junto con los violines. La melodía se comparte pasando del violín primero al segundo, por así decirlo van pronunciando una palabra cada uno.

### III.Menuet – Trio
El tercer movimiento, Menuet – Trio, está en mi mayor el minueto que en el trío pasa a mi menor y el compás es 3/4. El minueto exhibe una atmósfera vigorosa y terrenal, con trompas "walking" que marcan el ritmo. Los contrastes dinámicos contribuyen a subrayar el fraseo burlón. El trío constituye una muestra de la capacidad de Haydn para crear un cierto efecto inquietante y misterioso con un mínimo de material. Presenta una figura "oom-pah-pah" en las cuerdas sin melodía que la acompañe y las trompas acompañan manteniendo la nota mi en octavas. El clavecinista debería tocar la melodía, pero "ningún intérprete de clavecín se ha atrevido a hacer eso en un cuarto de siglo" entre la grabación de Loibner y el escrito del libro de Hodgson. H. C. Robbins Landon anota la "extraña atmósfera" y falta de melodía, pero afirma que tiene una "belleza sombría y reservada" y un "fuerte carácter balcánico" debido a la modulación de mi menor a si menor.

### IV.Presto
El cuarto y último movimiento, Presto, retoma la tonalidad inicial y el compás es 4/4. Este Finale parece reflejar los primeros intentos operísticos del maestro austríaco, que entre 1761 y 1765 escribió cuatro óperas cómicas italianas breves, la mayoría de las cuales no han sobrevivido. Transmite una impresión de aceleración propulsada por figuras vertiginosas en los violines, palpitantes líneas de bajo con notas repetidas, ágiles secuencias, síncopas muy efectivas y frases desequilibradas.